# Herengracht 107
Herengracht 107 is een gebouw aan de Herengracht (107) en Blauwburgwal (17-19) in Amsterdam-Centrum.

## Gebouw
Op deze plaats stond al eeuwenlang bebouwing. De Blauwburgwal bestond al in eind 16e eeuw; heette toen Lijnbaansgracht (niet te verwarren met de latere Lijnbaansgracht, dezelfde naam maar een andere tijd). Op de bedoelde hoek stonden op 10 mei 1940 een aantal grachtenpanden met winkels en woningen, Herengracht 105-107 en Blauwburgwal 17-25. Bij het bombardement op 11 mei 1940 waren er persoonlijke slachtoffers te betreuren en ging die hoek grotendeels verloren. Andere belendende gebouwen raakten beschadigd en er was glasschade in de wijde omgeving. Nog tijdens de Tweede Wereldoorlog ging Amsterdam over tot herstelwerkzaamheden aan bijvoorbeeld de kademuur ter plaatse. De genoemde hoek bleef nog zes jaar leeg en diende tot parkeerplaats voor de buurt. 
In het voorjaar van 1951 begonnen de werkzaamheden die moesten leiden tot het opnieuw bebouwen van het perceel. Rond 14 maart 1951 ging de gemeente akkoord met de verkoop van de grond, nadat eerst het terrein bouwklaar was gemaakt. Koper van het terrein en opdrachtgever van de nieuwbouw was Koffiehandelmaatschappij Matagalpa. Die koffiemaatschappij stond voor de oorlog bekend onder de naam Cohen Bendiks, maar moest de naam op bevel van de bezetter wijzigen vanwege de Joodse tenaamstelling. Die firma zat tot 1951 in het Polmanshuis, dat opgeslokt werd door Hotel Krasnapolsky. Mataglapa, genoemd naar een koffiedistrict in Nicaragua, gaf opdracht aan architecten Theo Lammers en Karel Sijmons een nieuw kantoorgebouw met monsterzaal te ontwerpen.
In april 1952 kon Matagalpa aankondigen dat het nieuwe gebouw op 8 april 1952 geopend kon worden door burgemeester Arnold Jan d'Ailly. Deze nieuwbouw binnen de grachtengordel kon niet ieders goedkeuring wegdragen, alhoewel tal van personen uit evenzoveel commissies er over besloten hadden. J.J. Vriend, medewerker architectuur bij het Algemeen Handelsblad omschreef het op 9 augustus 1952 als een gebouw met “slap-barokke vormen” en “zo on-Amsterdams als het maar kan”.
Het gebouw bestaat aan de Herengracht uit vijf bouwlagen; vier etages (souterrain in de plint en drie etages) met daarop nog een loggia. De bebouwing aan de Blauwburgwal bestaat uit vier bouwlagen, waarvan de bovenste de kapconstructie is. Het gebouw kreeg een historiserend karakter, met name de raampartijen lijken op de grachtenpanden in de omgeving.  
Het gebouw is een vertegenwoordiger van de wederopbouw, zowel qua stijl als qua bouwperiode. In 2008 werd het door Amsterdamse wethouder Tjeerd Herrema gezet op de lijsten "Top 100 Jonge Monumenten/Top 100 van het naoorlogs erfgoed". Het gebouw was op 21 september 2004 tot gemeentelijk monument verklaard en de opname in de lijst wees in de richting van een rijksmonument, een status die het echter niet kreeg.

## Versieringen
Het gebouw kent twee plaquettes en een gevelsteen. 

### Plaquette opening
De oudste daarvan is een natuurstenen plaquette (zijde Herengracht) die verwijst naar de opening. Het bevat de tekst:
8 april 1952 (Bij?) de opening van dit gebouw door de N.V. Koffiehandelmaatschappij Matagalpa, is deze gedenksteen geplaatst door de heer H.L. Cohen Bendis, zoon van de oprichter der Vennootschap

### Plaquette slachtoffers
Op 11 mei 2020 werd een tweede plaquette onthuld, dit maal door burgemeester Job Cohen en aan de zijde van de Blauwburgwal. Die plaquette was geïnspireerd op de boekwerken Bommen op de Blauwburgwal en In memoriam De Blauwburgwal van Fred Geukes Foppen, die onderzoek deed naar het bombardement en de slachtoffers daarvan. Deze gedenksteen kreeg de titel "Ter herinnering aan de slachtoffers van Duitse bommen op 11 mei 1940" met vervolgens de lijst met namen en leeftijden van de slachtoffers.

### Gevelsteen
De gevelsteen Papiermolen komt van elders, werd gemaakt rond 1649, maar werd hier in 1992 geplaatst aan de zijde van de Herengracht.

## Afbeeldingen

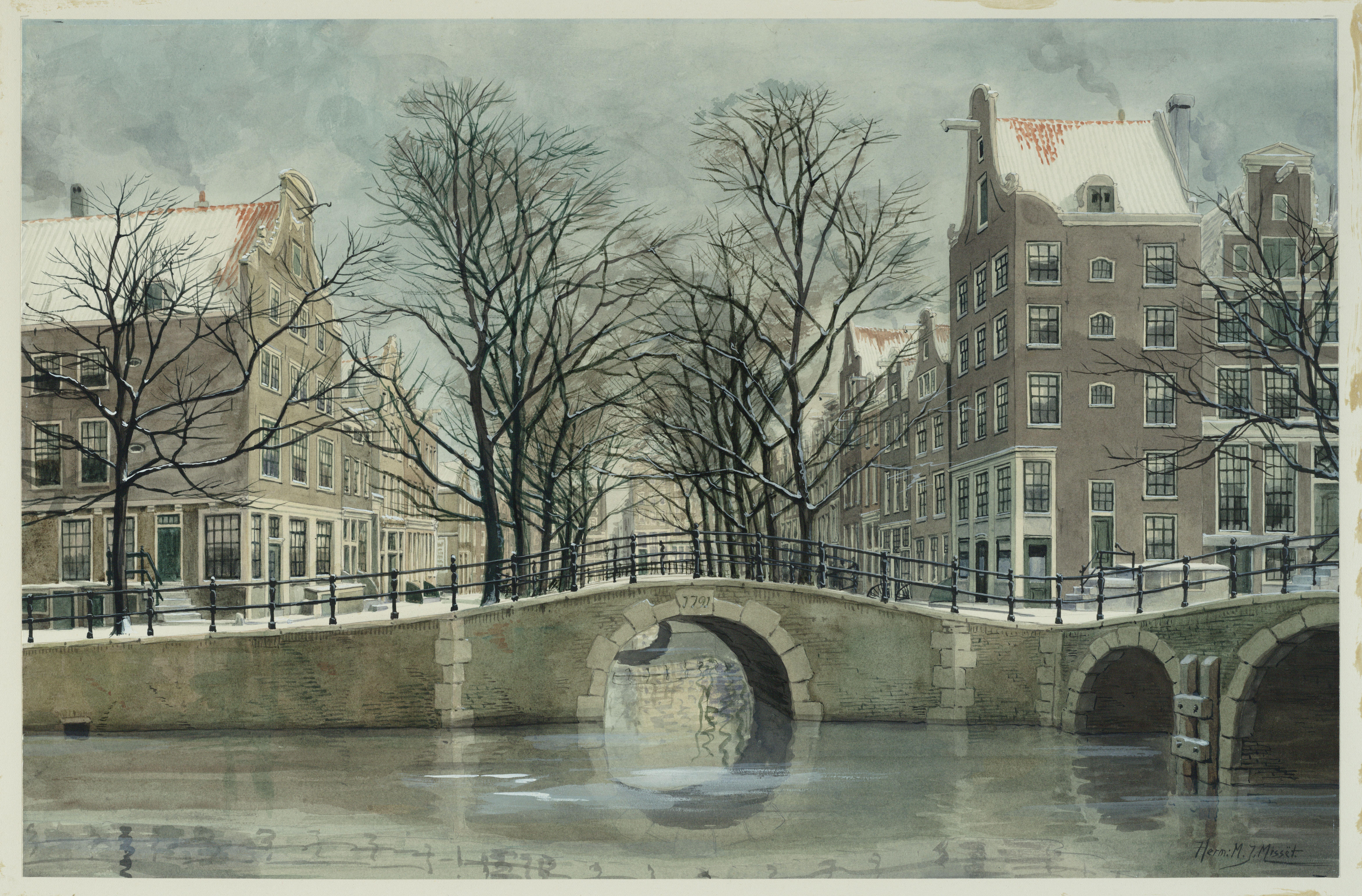
Kruising Herengracht-Blauwburgwal in circa 1910
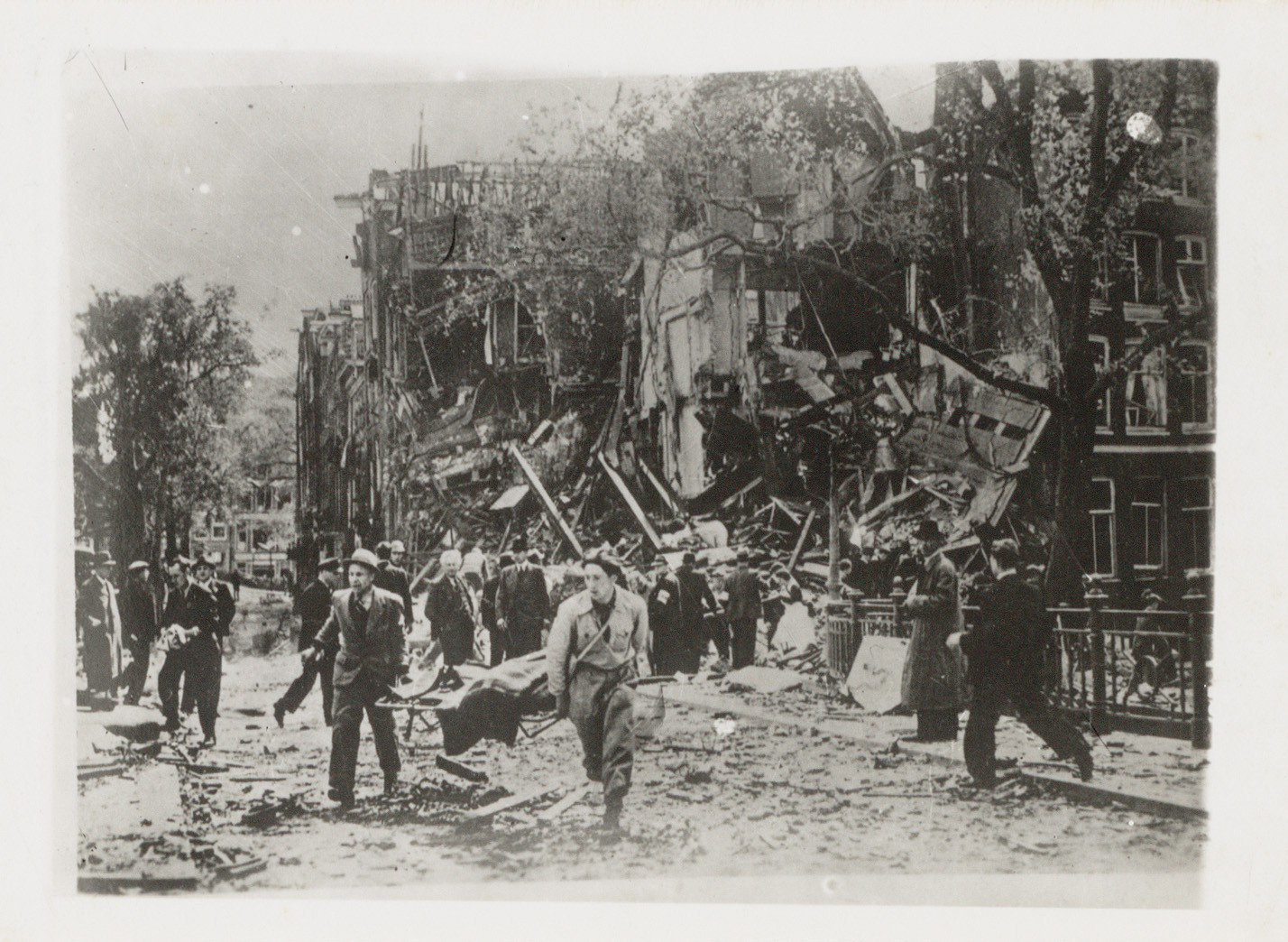
De hoek op 10 mei 1940
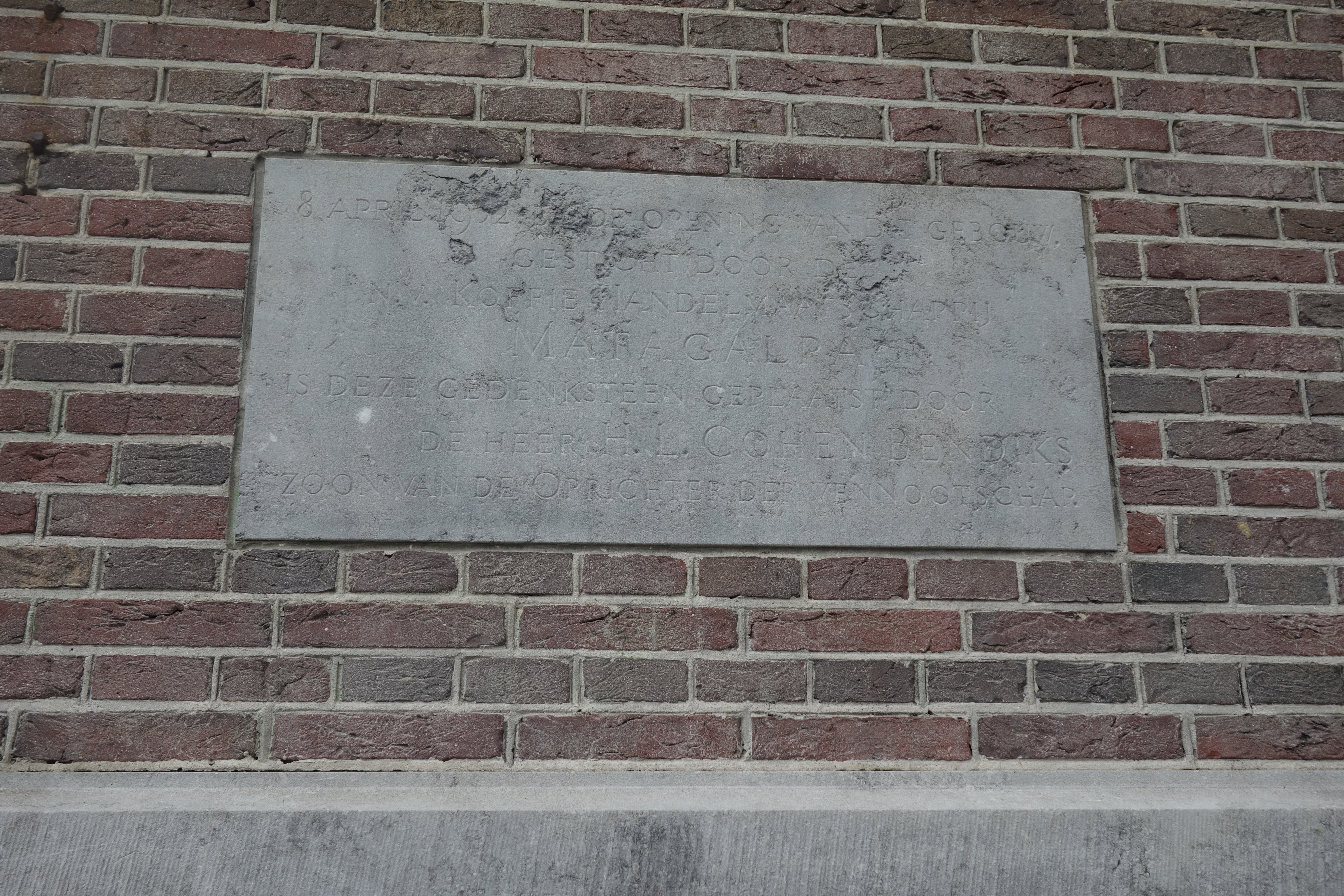
De gedenksteen in 2017
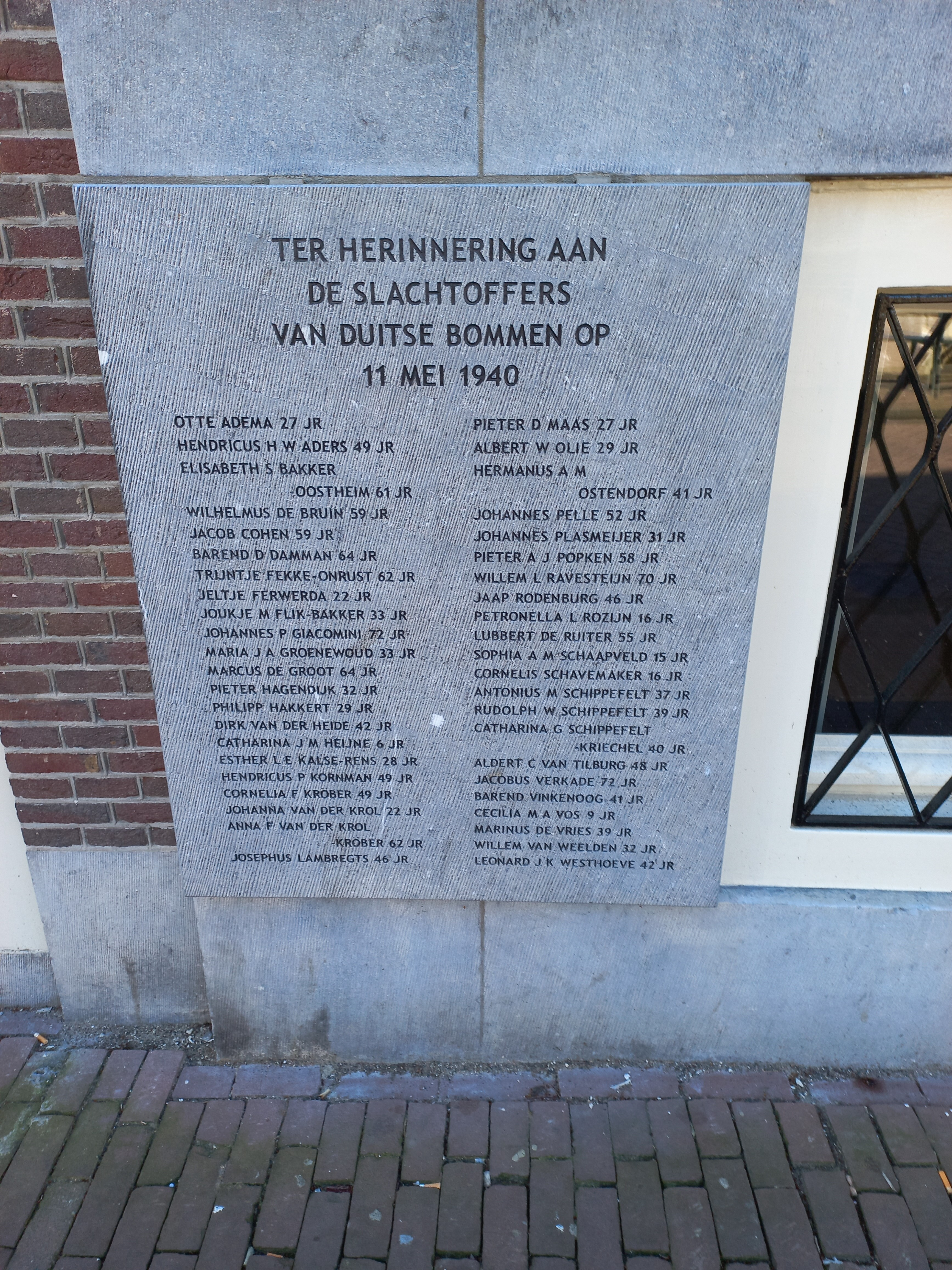
Plaquette oorlogsslachtoffers in maart 2022